# United AC Ploiești
Il United AC Ploiești è stata una squadra di calcio rumena fondata nel 1909 e attiva fino al 1914, anno in cui si è sciolta. Protagonista delle prime edizioni del campionato di calcio rumeno insieme all'Olympia Bucarest, ha vinto la terza edizione del torneo.

## Storia
La squadra, fondata nel 1909, è tra le più antiche della città di Ploiești. I giocatori erano impiegati olandesi e statunitensi della locale raffineria e il primo calciatore rumeno arrivò nel 1911.
Partecipò al campionato fin dalla prima edizione e trionfò nella Divizia A 1912-1913, sconfiggendo i campioni uscenti dell'Olympia Bucarest nella sfida decisiva. La squadra della capitale fu costretta a giocare in nove perché gli altri due titolari erano studenti che non ebbero il permesso di recarsi in trasferta.
Nel 1914 i giocatori, lavoratori nella raffineria, iniziarono a lasciare il paese e la squadra si sciolse dividendosi in due differenti club dove giocarono i calciatori rimasti: Societatea Româno-Americană București, che vinse successivamente un campionato prima di sciogliersi e il Prahova Ploiești.

## Palmarès

### Competizioni nazionali
- Campionato rumeno: 1

1911-1912

### Altri piazzamenti
- Campionato rumeno:

Secondo posto: 1910-1911
Terzo posto: 1909-1910

## Stadio
Il primo campionato fu disputato interamente a Bucarest. Venne costruito successivamente un impianto con una capienza di 800 spettatori lungo la strada per la capitale chiamato La Sosea (traducibile in italiano la strada).. Demolito in seguito, oggi il terreno è parte del parco Mihai Eminescu.